# Scapa Flow
Scapa Flow (Skalpaflói en Nòrdic antic) és un tros de mar situat a les illes Òrcades (Escòcia) i abrigat del mar obert per les illes de Mainland, Graemsay, Burray, South Ronaldsay i Hoy. Amb més de 360 km² de superfície, un fons sorrenc i una fondària d'entre 21 i 48 metres és un dels ports naturals més grans del món, amb prou espai per encabir un gran nombre de vaixells. Se sap que fa més de 1.000 anys Scapa Flow fou una zona que els vaixells vikings utilitzaven com a refugi, però és especialment conegut per haver estat la principal base militar de la Royal Navy durant la I Guerra Mundial i la Segona Guerra Mundial. La base militar es clausurà el 1956.
Després de l'armistici de la I Guerra Mundial, la flota d'alta mar alemanya hi fou reclosa, custodiada per la Royal Navy, mentre se'n negociava el futur. Tement que els vaixells acabarien en mans britàniques, el contraalmirall Ludwig von Reuter ordenà sabotejar-los i enfonsar-los. En anys posteriors la majoria del 53 vaixells enfonsats foren desguassats, però els 7 que queden han esdevingut un important atractiu per als submarinistes.